# Rézentières
Rézentières är en kommun i departementet Cantal i regionen Auvergne-Rhône-Alpes i mitten av Frankrike. Kommunen ligger  i kantonen Saint-Flour-Nord som ligger i arrondissementet Saint-Flour. År 2022 hade Rézentières 110 invånare.

## Befolkningsutveckling
Antalet invånare i kommunen Rézentières
Referens:INSEE